# Brachiacantha barberi
Brachiacantha barberi är en skalbaggsart som beskrevs av Gordon 1985. Brachiacantha barberi ingår i släktet Brachiacantha och familjen nyckelpigor. Inga underarter finns listade i Catalogue of Life.